# Cheltenham Town Football Club 2012-2013
Questa voce raccoglie le informazioni riguardanti il Cheltenham Town Football Club nelle competizioni ufficiali della stagione 2012-2013.

## Rosa
| N. |                        | Ruolo | Calciatore                    |
| -- | ---------------------- | ----- | ----------------------------- |
| 1  | Inghilterra (bandiera) | P     | Scott Brown                   |
| 2  | Inghilterra (bandiera) | D     | Keith Lowe                    |
| 3  | Inghilterra (bandiera) | D     | Danny Andrew                  |
| 6  | Inghilterra (bandiera) | D     | Steve Elliott (vice-capitano) |
| 7  | Inghilterra (bandiera) | C     | Marlon Pack                   |
| 8  | Galles (bandiera)      | C     | Josh Low                      |
| 9  | Scozia (bandiera)      | A     | Darryl Duffy                  |
| 10 | Inghilterra (bandiera) | A     | Jeff Goulding                 |
| 11 | Inghilterra (bandiera) | C     | Brian Smikle                  |
| 14 | Inghilterra (bandiera) | A     | James Spencer                 |
| 15 | Irlanda (bandiera)     | D     | Alan Bennett (capitano)       |
| 16 | Inghilterra (bandiera) | C     | Russell Penn                  |

| N. |                        | Ruolo | Calciatore         |
| -- | ---------------------- | ----- | ------------------ |
| 17 | Inghilterra (bandiera) | A     | Theo Lewis         |
| 19 | Inghilterra (bandiera) | D     | Luke Garbutt       |
| 20 | Inghilterra (bandiera) | C     | Jermaine McGlashan |
| 21 | Inghilterra (bandiera) | C     | Bagasan Graham     |
| 22 | Portogallo (bandiera)  | D     | Sido Jombati       |
| 23 | Galles (bandiera)      | A     | Kaid Mohamed       |
| 24 | Inghilterra (bandiera) | D     | Harry Hooman       |
| 25 | Inghilterra (bandiera) | C     | Luke Summerfield   |
| 29 | Irlanda (bandiera)     | A     | Ben Burgess        |
| 30 | Scozia (bandiera)      | A     | Steven MacLean     |
| 32 | Inghilterra (bandiera) | D     | Charlie Hitchings  |
| 40 | Inghilterra (bandiera) | P     | Steve Book         |